# Cimoliornis
Cimoliornis diomedeus
Genre
Espèce
Synonymes
- Ornithocheirus diomedeus Owen, 1846
- Pterodactylus diomedeus Owen, 1846
- Pterodactylus giganteus Morris, 1854

Cimoliornis (« oiseau aux longues ailes ») est un genre fossile de ptérosaures ne comportant qu'une espèce connue, Cimoliornis diomedeus, qui vivait au Crétacé. Il est connu à partir d'un métacarpe partiel (os inférieur de l'aile) découvert dans la formation Chalk (en) du Crétacé supérieur au Royaume-Uni.
Selon Paleobiology Database en 2025, le genre Cimolornis est déclaré synonyme du genre Ornithocheirus en 1890 par Zittel. De plus, l'espèce Cimoliornis diomedeus est déclarée synonyme de Ornithochirus diomedeus en 1888 par Lydekker. En conséquence, ce taxon est classé en « genre non valide de ptérosaure ».

## Historique
La découverte des restes de Cimoliornis a été annoncée pour la première fois en 1840 par Sir Richard Owen. Les restes consistaient en un seul os partiel d’aile brisé en trois morceaux, acquis par William Cole, 3ᵉ comte d’Enniskillen, et étudié par Enniskillen et William Buckland, qui pensaient tous deux que l’os provenait d’une espèce d’oiseau géant du Crétacé semblable à un albatros. Owen était d’accord pour dire qu’il s’agissait d’un oiseau, et soutenait qu’il pouvait s’agir soit d’un oiseau de la taille d’un albatros (s’il s’agissait d’un humérus), soit d’un oiseau beaucoup plus grand (s’il s’agissait d’un radius). Dans ce dernier cas, Owen écrivait qu’un oiseau de cette taille aurait rappelé le « fabuleux Rokh des contes arabes ».
En 1842, James Scott Bowerbank réexamina les restes et conclut qu’ils appartenaient en réalité à un ptérosaure, sur la base de la microstructure des os. Il estima que l’animal aurait eu une envergure d’environ 2,5 à 3 mètres. Selon les critères modernes, les restes sont trop fragmentaires pour permettre une estimation fiable de l’envergure, mais Cimoliornis diomedeus était sans aucun doute le plus grand ptérosaure connu jusqu’à la découverte, en 1857, d’espèces plus grandes du genre Ornithocheirus.